# DCF77
DCF77 – radiowy wzorzec czasu, nadawany w paśmie fal długich na częstotliwości 77,5 kHz z miejscowości Mainflingen, około 25 km na południowy wschód od Frankfurtu nad Menem w Niemczech.
Sygnał ten jest stabilizowany za pomocą cezowego zegara atomowego znajdującego się w laboratoriach Physikalisch-Technische Bundesanstalt (PTB) w Brunszwiku. Nadajnik w Mainflingen nadaje z mocą 50 kW, dzięki czemu zasięg sygnału rozciąga się w promieniu do 2000 km od nadajnika i obejmuje swoim zasięgiem Europę Zachodnią i Środkową.
Od stycznia 1998 roku w użyciu jest 50-kilowatowy nadajnik półprzewodnikowy. Nadajnik lampowy o tej samej mocy, który był stosowany wcześniej, pozostaje dostępny jako urządzenie zapasowe i jest on połączony z anteną zastępczą, która może być wykorzystana w przypadku awarii lub konieczności przeprowadzenia prac konserwacyjnych. Obie anteny nadawcze są pionowymi antenami dookólnymi z pojemnością skupioną. Antena zastępcza ma wysokość 200 m, natomiast robocza 150 m, ale większą pojemność skupioną. Obie anteny znajdują się na wspólnym polu antenowym i emitują mniej więcej taką samą moc. Zakłada się, że EIRP wynosi około 30-35 kW.
Teoretyczna dokładność zastosowanego zegara atomowego to różnica 1 sekundy na 1 milion lat pracy.

## Zastosowanie

Zasięg sygnału DCF77

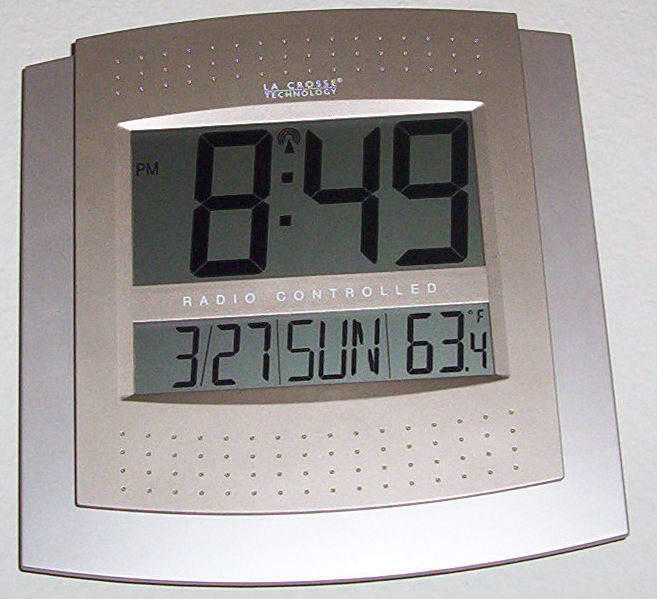
Zegar domowy „radio controlled” – synchronizowany radiowo

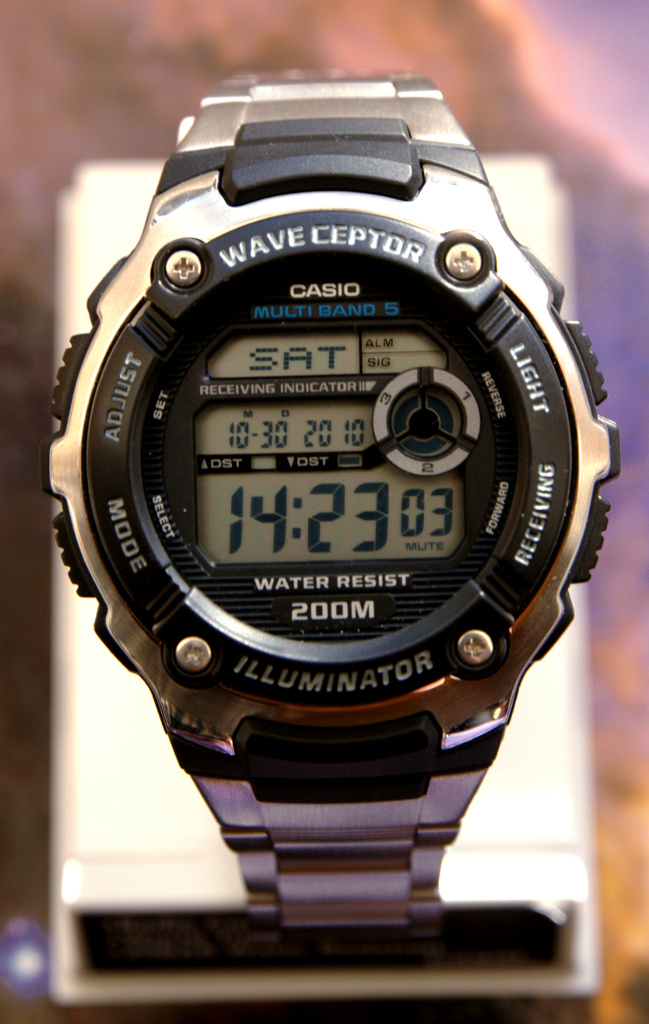
Casio Wave Ceptor WV-200DE – zegarek naręczny synchronizowany drogą radiową

Sygnał DCF77 stosuje się wszędzie tam gdzie potrzebna jest dokładna synchronizacja czasu, na przykład w kolejnictwie, stacjach radiowych i telewizyjnych, systemach komputerowych, łączności i przemyśle. Sygnał DCF77 stosuje się także do synchronizacji zegarów domowych, a nawet niektórych zegarków na rękę. Urządzenia korzystające z sygnału DCF77 mogą automatycznie przestawiać się z czasu letniego na czas zimowy i odwrotnie. Ze względu na wspólną z Niemcami strefę czasową z sygnału DCF77 można z powodzeniem korzystać w Polsce.

## Sposób kodowania sygnału DCF77

Kodowanie amplitudowe sygnału DCF77

Informacje kodowane są w ramce danych (zwanej też pakietem telekomunikacyjnym) o rozmiarze 59 bitów, z transferem 59 bitów na minutę (efektywnie 0,98333 bodów). Transmisja kolejnych ramek zaczyna się w każdej zerowej sekundzie. Każde zero kodowane jest impulsem o czasie trwania 100 ms, natomiast każda jedynka to impuls trwający 200 ms. Aby uchronić urządzenia korzystające z tego sygnału przed błędami powstającymi podczas zakłóceń radiowych dodano bity parzystości dla informacji czasowej. Transmisja danych dotyczy każdej następnej minuty.
Znaczenie bitów:
| Bit (sekunda) | Znaczenie                                                                           |
| ------------- | ----------------------------------------------------------------------------------- |
| 0             | początek transmisji, zawsze 0                                                       |
| 1–14          | informacje pogodowe (od listopada 2006)                                             |
| 15            | antena normalna – 0, antena pomocnicza – 1                                          |
| 16            | normalnie – 0, zapowiedź zmiany czasu (przez godzinę przed zmianą) – 1              |
| 17–18         | czas zimowy – 10, czas letni – 01 (w kolejności bity 18, 17)                        |
| 19            | normalnie – 0, zapowiedź dodatkowej sekundy – 1                                     |
| 20            | start informacji czasowej, zawsze 1                                                 |
| 21–24         | jednostki minut w BCD (w kolejności bity 24, 23, 22, 21)                            |
| 25–27         | dziesiątki minut w BCD (w kolejności bity 27, 26, 25)                               |
| 28            | bit parzystości dla bitów 21–27                                                     |
| 29–32         | jednostki godzin w BCD (w kolejności bity 32, 31, 30, 29)                           |
| 33–34         | dziesiątki godzin w BCD (w kolejności bity 34, 33)                                  |
| 35            | bit parzystości dla bitów 29–34                                                     |
| 36–39         | jednostki dni miesiąca w BCD (w kolejności bity 39, 38, 37, 36)                     |
| 40–41         | dziesiątki dni miesiąca w BCD (w kolejności bity 41, 40)                            |
| 42–44         | dni tygodnia w BCD (1 = poniedziałek; 7 = niedziela) (w kolejności bity 44, 43, 42) |
| 45–48         | jednostki miesiąca w BCD (w kolejności bity 48, 47, 46, 45)                         |
| 49            | dziesiątki miesiąca w BCD                                                           |
| 50–53         | jednostki lat w BCD (w kolejności bity 53, 52, 51, 50)                              |
| 54–57         | dziesiątki lat w BCD (w kolejności bity 57, 56, 55, 54)                             |
| 58            | bit parzystości dla bitów 36–57                                                     |
| (59)          | brak impulsu – zapowiedź następnej ramki                                            |